# 小沙渡
小沙渡是位於中華人民共和國上海市普陀區蘇州河邊歷史上的一個渡口以及地名。

## 歷史
十九世纪中期，當時蘇州河南岸有块凸出的土地，这里是沟浜纵横、杂草丛生的滩地，一只小木船在此摆渡。渡口位於現今的西康路桥处。当时附近仅有11户居民在渡口附近居住，他们种植蔬菜和水稻等。在渡口西的岸边，有人开设石灰窑，所以这一地区又被称作为“石灰窑”。1899年，小沙渡成为蘇州河南岸上海公共租界与華界的分界处。渡口与現今的江宁路桥一带沙滩统称为小沙，渡口周圍（长寿路东段两侧至苏州河一带地区）因而被稱作小沙渡。二十世纪初以后,小沙渡地区逐渐形成上海纺织厂最集中的地区，日资棉纺织工廠就位於當地。外地人來上海寻找工作的工人又在该地区搭建棚户居住，使该地成为了一個棚户区。该地区在中華民國大陸時期也多次遭火灾和戰爭破壞。
1919年五四运动爆发。1919年6月3日，北洋政府逮捕大批学生。1919年6月5日，小沙渡地区的日商内外棉三、四、五厂的工人響應六三罢工，声援北京学生。1980年，當局在原来的渡口处修建西康路桥，小沙渡地名逐渐不再使用。